# إيماق هزارة
إيماق هزارة مجموعة عرقية أفغانية ذات أصل هزاري، وهم من المسلمين السنة خلاف بقية الهزارة الذين يتمذهبون بالمذهب الشيعي، ويتكون إيماق هزارة من 38 قبيلة. وهم بدو شبه رحل يعيشون في خيام.